# Gergithus contusus
Gergithus contusus är en insektsart som först beskrevs av Walker 1851.  Gergithus contusus ingår i släktet Gergithus och familjen sköldstritar. Inga underarter finns listade i Catalogue of Life.